# Chocolate con Nueces
«Chocolate con Nueces» (título original: «Chocolate with Nuts») es la primera mitad del duodécimo episodio de la tercera temporada y el episodio 51 en general de la serie de televisión animada estadounidense Bob Esponja. Fue escrito por los directores del guion gráfico, Paul Tibbitt y Kaz, junto con Kent Osborne y Merriwether Williams, con Andrew Overtoom como director de animación y Carson Kugler, William Reiss y Mike Roth como artistas del guion gráfico. El segmento obtuvo derechos de autor en 2002 y se emitió en Nickelodeon en Estados Unidos el 1 de junio de ese año. En este episodio, Bob Esponja y Patricio se convierten en empresarios en un intento de vivir una vida elegante.

## Trama
Bob Esponja recibe accidentalmente por correo la revista Fancy Living Digest de Calamardo, lo que lo inspira a él y a Patricio Estrella a convertirse en empresarios. Por sugerencia de Patricio, la pareja se convierte en vendedora de barras de chocolate puerta a puerta. Su primer cliente les grita maniáticamente «chocolate» y los persigue. Los sucesivos intentos de venta también terminan en fracaso; Bob Esponja y Patricio intentan vender chocolate a otro pez, quien los engaña para que compren bolsas con chocolate, mientras que otro pierde la paciencia con el dúo después de que Bob Esponja no les proporciona una barra, que se perdió en todas las bolsas.
Después de resultados inicialmente desastrosos, los dos intentan cambiar de táctica «siendo amables». Sin embargo, esto no tiene éxito y termina con Patricio comprando fotografías de un cliente cuando era un niño con sobrepeso, al igual que su intento de «concentrarse», lo que hace que Patrick asuste a un cliente potencial. Deciden que la única manera de vender chocolate es «estirar la verdad», lo cual tienen éxito cuando convencen a una mujer muy mayor y a su hija María de que «te hace vivir para siempre». Las mentiras continúan, pero pierden sus ganancias después de intentar ayudar a un hombre gravemente herido, que resulta ser el mismo estafador de antes, comprándole su chocolate. Sin embargo, su primer cliente maníaco los alcanza y compra todo el chocolate que tienen Bob Esponja y Patricio. Usan el dinero para alquilar un restaurante elegante, permitiendo el acceso solo a ellos y a sus citas: Mary y su madre.

## Producción
«Chocolate con Nueces» fue escrito por Paul Tibbitt, Kaz, Kent Osborne y Merriwether Williams, con Andrew Overtoom como director de animación. Tibbitt y Kaz también actuaron como directores de guiones gráficos, y Carson Kugler, William Reiss y Mike Roth trabajaron como artistas de guiones gráficos. El episodio se emitió originalmente en Nickelodeon en los Estados Unidos el 1 de junio de 2002, con una clasificación parental TV-Y.
«Chocolate con Nueces» se lanzó en la compilación en DVD llamado SpongeBob SquarePants: Christmas el 30 de septiembre de 2003. El episodio también se incluyó en el DVD SpongeBob SquarePants: The Complete 3rd Season el 27 de septiembre de 2005. El 22 de septiembre de 2009, fue lanzado en el DVD SpongeBob SquarePants: The First 100 Episodes, junto con todos los episodios de las temporadas uno a cinco.

## Recepción
«Chocolate con Nueces» ha recibido elogios tanto de la crítica como de los fanes y a menudo se lo cita como uno de los mejores episodios del programa. Jordan Moreau, Katcy Stephan y David Viramontes de Variety lo clasificaron como el cuarto mejor episodio de Bob Esponja. Emily Estep de WeGotThisCovered.com calificó el episodio como el décimo mejor episodio del programa y dijo: «La razón por la que 'Chocolate con nueces' es un episodio tan bueno es que insinúa de manera sutil y algo oscura el concepto de cuán locas están las personas que viven a tu alrededor. Bob Esponja y Patricio son en su mayoría estafados para comprar cosas de otras personas (en realidad, un solo estafador que sigue apareciendo) y nada es más aterrador/divertido que el hombre que simplemente comienza a gritar "chocolate" repetidamente hasta que Bob Esponja y Patricio huyen. 'Chocolate con nueces' añade el completo absurdo del programa, como la anciana y su madre aún mayor que recuerda cuando 'inventaron el chocolate'. Chocolate dulce, dulce. ¡Siempre lo odié!' – y los aspectos de la vida submarina de Bob Esponja que reflejan nuestras propias vidas en tierra – como peligros extraños».
El actor de voz de Bob Esponja, Tom Kenny, considera que este es uno de sus episodios favoritos. Fue incluido en la colección de iTunes «SpongeBob SquarePants: Tom Kenny's Top 20», donde lo calificó como «un episodio muy enfermizo. Puedes pasar horas teorizando sobre lo que dicen [Sic] estos once minutos sobre la verdad, las mentiras, las grandes empresas, el espíritu empresarial. y el consumismo».